# 아부 하니파

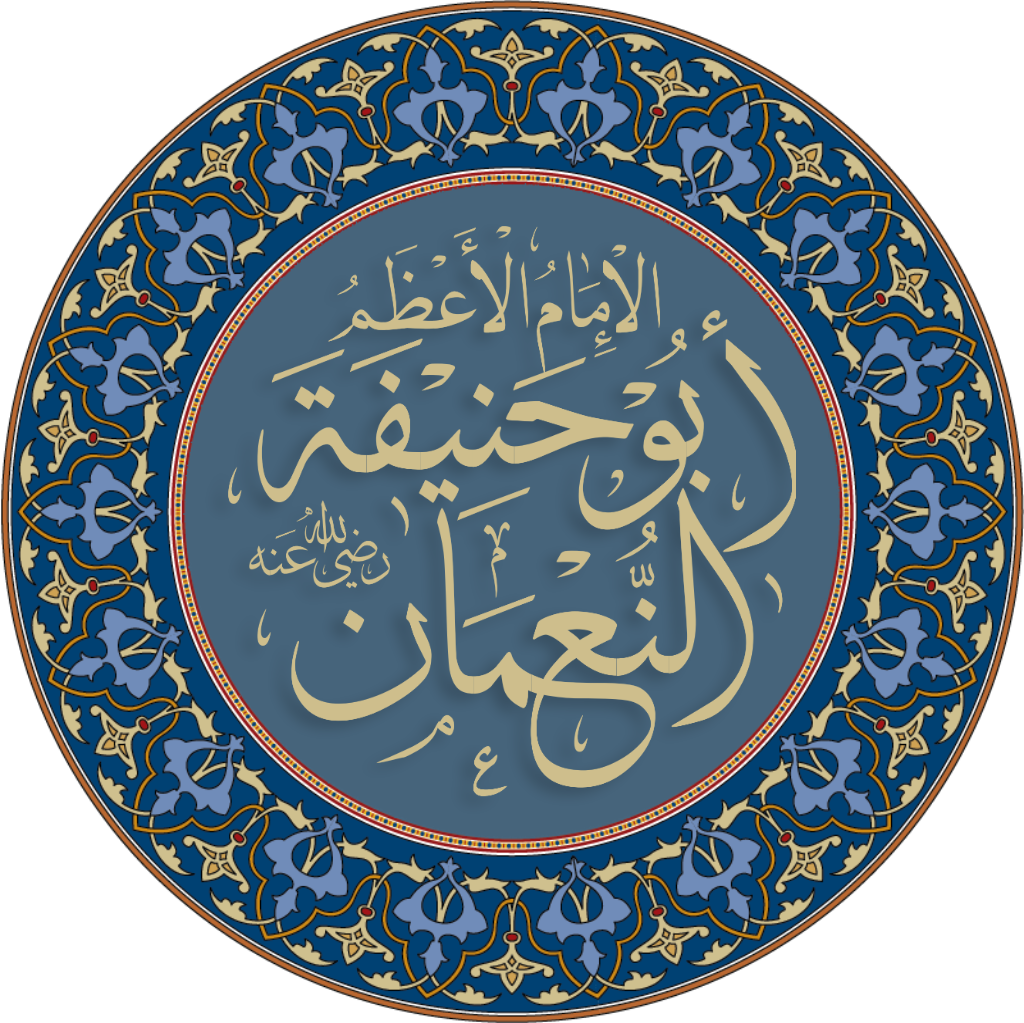

아부 하니파(Abu Hanifa, 699년 경 ~ 767년 CE)는 8세기의 수니파 신학자, 페르시아인 기원의 법학자이다.
쿠파의 이슬람 가정에서 태어난 아부 하니파는 젊을 때 아라비아반도의 히자즈 지역으로 여행을 떠났고 그곳에서 메카와 메디나를 공부했다.